# Chiesa del Salvatore (Baku)
La Chiesa del Salvatore (in azero Xilaskar kilsəsi; in tedesco Erlöserkirche, nota anche come kirkha, dalla parola tedesca "Kirche") è una chiesa luterana di Baku, in Azerbaigian (via 28 maggio), costruita con le donazioni del parrocchiano Adolf Eichler e consacrata il 14 marzo 1899. Oggi è una sala da concerto di proprietà del Ministero della Cultura e del Turismo. La chiesa in stile neogotico presenta un portale coronato da un frontone decorato. La comunità evangelica dell'Azerbaigian cessò di esistere nel 1936, ma la chiesa riuscì a sopravvivere al periodo stalinista grazie alle petizioni a Iosif Stalin in cui i firmatari promisero, in cambio della salvaguardia della chiesa, di pregare per lui fino alla morte. Tuttavia, il pastore Paul Hamburg e altri sette membri della comunità luterana locale furono fucilati il 1º novembre 1937.
La parcella di terreno di 1400 sazhen quadrati, 6 373 metri quadri (0,6373 ha; 1,575 acri) per la chiesa fu assegnata dalla Duma cittadina il 30 gennaio 1885. I residenti locali chiesero a Eichler di rendere la chiesa simile a quella di Helenendorf (l'odierna città Göygöl), ma egli usò invece il proprio stile unico. La cerimonia di posa della prima pietra si tenne domenica 21 marzo 1896 alla presenza del governatore di Baku, Lileyev, e del capo della città, Iretsky. Alla cerimonia parteciparono anche Immanuel Nobel, la sua matrigna e la seconda moglie di Ludvig Nobel. Il nome della chiesa fu annunciato in quel momento. Il 24 giugno 1898, una croce dorata di tredici pud, ovvero 213 chilogrammi (470 lb) fu sollevata in cima alla chiesa. All'inizio del 1899 furono installati una campana e un organo. La cerimonia di consacrazione riunì oltre mille persone. Il 23 aprile 1900 la chiesa ospitò il suo primo concerto d'organo, dove furono eseguite le opere di Johann Sebastian Bach. Il 1º dicembre 1996 nella chiesa si è tenuta la serata di commemorazione della famiglia Nobel. Nel 2001 la chiesa è stata chiusa per lavori di ristrutturazione.